# Mariya Koroteyeva
Mariya Mikhaïlovna Koroteyeva (en russe : Мария Михайловна Коротеева), née le 10 novembre 1981, est une athlète russe, spécialiste du 100 mètres haies.

## Biographie
Troisième des championnats d'Europe espoirs de 2003, elle termine au pied du podium du 100 mètres haies des Jeux olympiques d'été de 2004 à Athènes en 12 s 72, après avoir établi le meilleur temps de sa carrière en demi-finale en 12 s 60.
Elle se classe cinquième des championnats du monde 2005.

## Palmarès
| Date | Compétition                   | Lieu      | Résultat | Épreuve     | Temps   |
| ---- | ----------------------------- | --------- | -------- | ----------- | ------- |
| 2003 | Championnats d'Europe espoirs | Bydgoszcz | 3e       | 100 m haies | 12 s 95 |
| 2004 | Jeux olympiques               | Athènes   | 4e       | 100 m haies | 12 s 72 |
| 2005 | Championnats du monde         | Helsinki  | 5e       | 100 m haies | 12 s 93 |